# David Hazzard

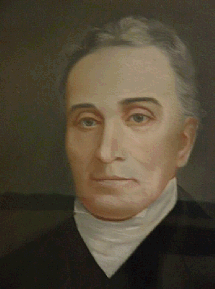
David Hazzard

David Hazzard (* 18. Mai 1781 in Milton, Delaware; † 8. Juli 1864 ebenda) war ein US-amerikanischer Politiker und von 1830 bis 1833 Gouverneur des Bundesstaates Delaware.

## Frühe Jahre und politischer Aufstieg
David Hazzards hatte nur eine eingeschränkte Schulbildung, bildete sich aber autodidaktisch weiter. Im Jahr 1807 wurde er Mitglied der Miliz von Delaware. Dort stieg er bis zum Jahr 1812 bis zum Hauptmann auf. Zwischen 1812 und 1817 war er Friedensrichter im Sussex County. In den Jahren 1823 und 1826 bewarb er sich jeweils erfolglos um das Amt des Gouverneurs seines Staates. Am 6. Oktober 1829 schaffte er es dann im dritten Anlauf doch noch, in das höchste Amt seines Staates gewählt zu werden. Damals war er Mitglied der National Republican Party, die sich aus Teilen der früheren Demokratisch-Republikanischen Partei gebildet hatte, welcher Hazzard auch angehört hatte. Später sollte die Partei in den Whigs aufgehen.

## Gouverneur von Delaware
David Hazzard trat sein neues Amt am 19. Januar 1830 an. Das Hauptereignis seiner dreijährigen Amtszeit war eine 1831 verabschiedete Verfassungsreform. Nach der neuen Verfassung wurden die Amtszeiten der Gouverneure von drei auf vier Jahre verlängert. Eine direkte Wiederwahl war ausgeschlossen. Auch die Staatssenatoren bekamen eine vierjährige Amtszeit, während die Abgeordneten des Repräsentantenhauses von Delaware zweijährige Amtszeiten erhielten. Bis dahin lief deren Legislaturperiode nur ein Jahr lang. Der allgemeine Wahltermin wurde von Oktober auf November verlegt. Neben der Verfassungsreform wurde die Infrastruktur des Staates ausgebaut. Es entstanden neue Straßen und Brücken sowie die New Castle & Frenchtown Railroad als eine der ersten Eisenbahngesellschaften in den Vereinigten Staaten. Die Bahn benutzte anfangs noch Holzschienen. Auch das Justizsystem des Staates erfuhr damals eine Erneuerung. Die Zahl der Richter wurde von neun auf fünf verringert.
Im Jahr 1831 kam es in Virginia zu einem von Nat Turner geführten Sklavenaufstand, der auch in Delaware große Besorgnis auslöste. Dabei gerieten die freien Afroamerikaner, von denen es damals etwa 16.000 in Delaware gab, unter Verdacht der Konspiration. Man fürchtete, sie könnten die etwa 3000 Sklaven in dem Staat zur Rebellion bewegen. Daher wurde die Zuwanderung weiterer freier Afroamerikaner weiter eingeschränkt und den bereits Ansässigen wurden strikte Auflagen gemacht. Sie durften unter anderem ohne Genehmigung keine Waffen mehr tragen und sich nachts nicht mehr ohne Aufsicht versammeln. Gouverneur Hazzard war der letzte Gouverneur, der unter der alten Verfassung eine dreijährige Amtszeit absolvierte.

## Weiterer Lebenslauf
Auch nach dem Ende seiner Gouverneurszeit blieb David Hazzard politisch aktiv. Zwischen 1835 und 1836 sowie von 1837 bis 1838 war er Mitglied des Senats von Delaware. Im Jahr 1844 wurde er als bisher einziger Richter an ein Gericht in Delaware berufen, ohne dass er jemals eine juristische Ausbildung genossen hatte. Dieses Amt übte er bis 1847 aus. Im Jahr 1852 war er Mitglied einer Versammlung zur erneuten Überarbeitung der Staatsverfassung. Er trat aber aus Protest gegen die Wahl der Kommissionsmitglieder aus diesem Gremium zurück. Deren Verfassungsentwurf wurde dann in einer Volksabstimmung abgelehnt. Gouverneur Hazzard starb im Juli 1864. Er war mit Elizabeth Collins, der Tochter von John Collins verheiratet, der 1821–1822 ebenfalls Gouverneur von Delaware war. Das Paar hatte fünf Kinder.